# Janusz Kulig

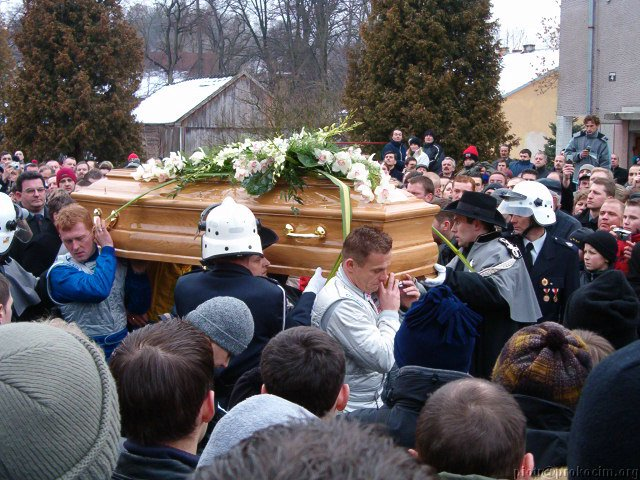
Pogrzeb Janusza Kuliga w Łapanowie (18 lutego 2004)

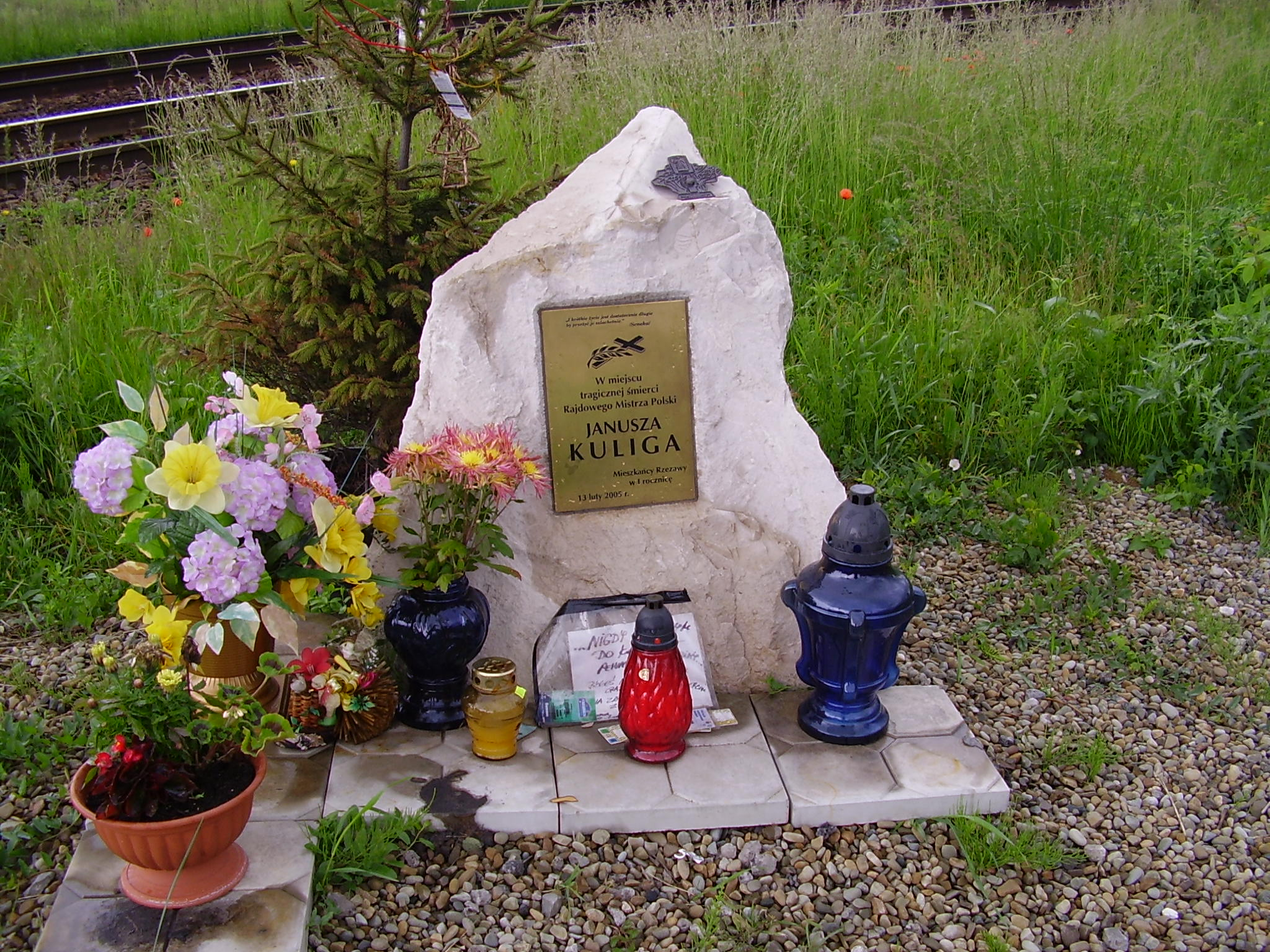
Obelisk w Rzezawie poświęcony Januszowi Kuligowi

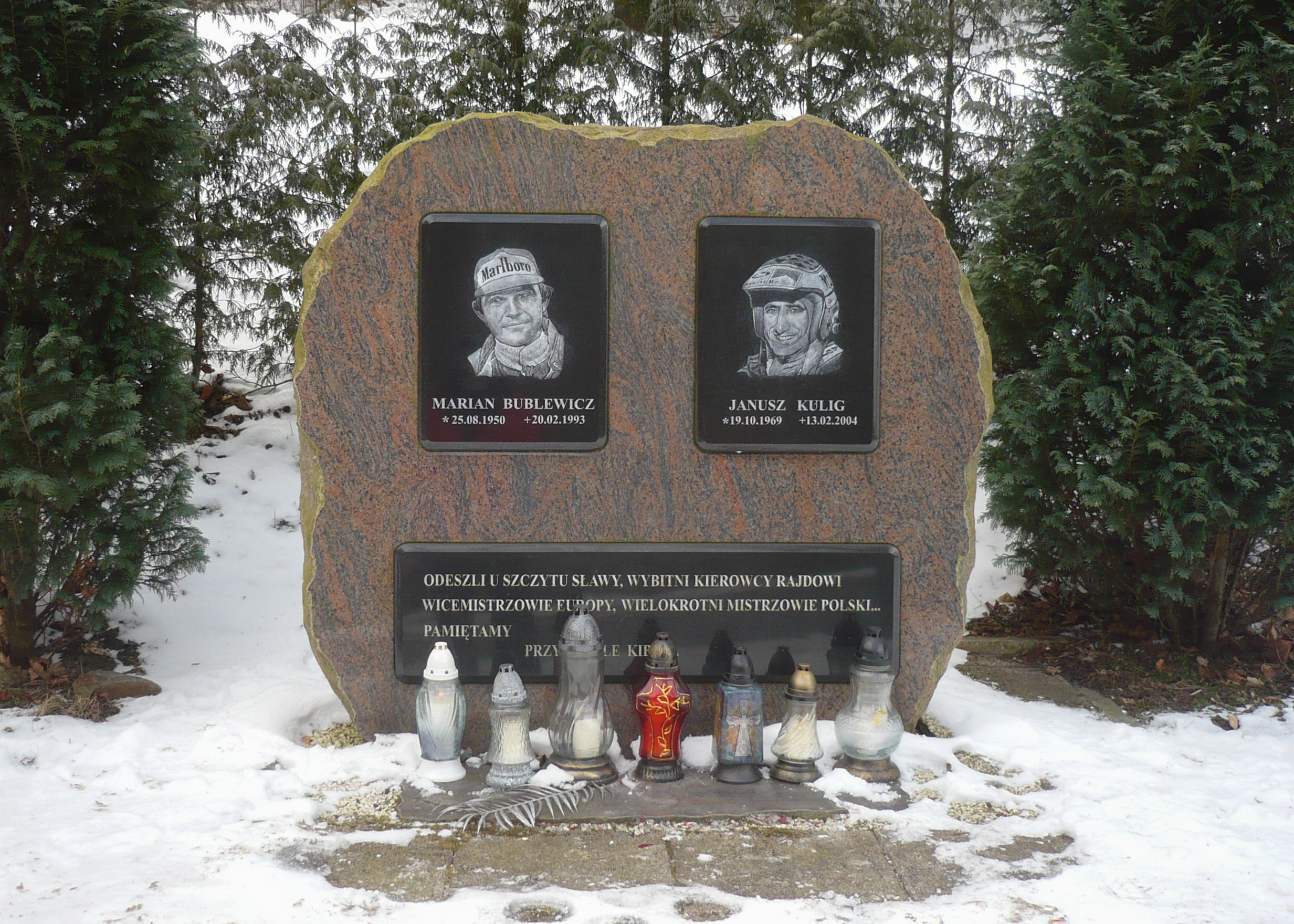
Pomnik w Walimiu

Janusz Kulig (ur. 19 października 1969 w Łapanowie, zm. 13 lutego 2004 w Rzezawie) – polski kierowca rajdowy.

## Życiorys

### Kariera
Był trzykrotnym mistrzem Polski w rajdach samochodowych (1997, 2000, 2001), dwukrotnym wicemistrzem Polski (1998, 1999), wicemistrzem Europy (2002), dwukrotnym mistrzem Europy Centralnej (1998, 1999), mistrzem Słowacji (2001). Odniósł siedemnaście zwycięstw w rajdach eliminacyjnych mistrzostw Polski, wystartował w jedenastu eliminacjach mistrzostw świata, (odniósł sukces w Rajdzie Szwecji w 2003 r. w klasie samochodów produkcyjnych, jednak później został zdyskwalifikowany za niezgodne z homologacją koło zamachowe swojego samochodu).

### Śmierć
Zmarł w wypadku komunikacyjnym na przejeździe kolejowo-drogowym kategorii „A” w Rzezawie z powodu zderzenia jego Fiata Stilo z nadjeżdżającym pociągiem pospiesznym „Ślązak” relacji Zielona Góra-Przemyśl Główny. Pociąg prowadziła lokomotywa EU07-238. Powodem wypadku była słaba widoczność, a przede wszystkim błąd dróżniczki pełniącej służbę na przejeździe kolejowo-drogowym, tzn. podniesione zapory i nieuruchomiona sygnalizacja świetlna. Po wyciągnięciu z samochodu Kulig jeszcze żył, jednak wkrótce zmarł z powodu odniesionych obrażeń. 18 lutego 2004 został pochowany na cmentarzu parafialnym w Łapanowie.
Sąd Rejonowy w Bochni skazał dróżniczkę Michalinę K. z Rzezawy na karę dwóch lat pozbawienia wolności w zawieszeniu na trzy lata. Została oskarżona o nieopuszczenie rogatek i doprowadzenie do wypadku. Dodatkowo sąd orzekł wobec kobiety zakaz wykonywania zawodu dróżniczki na pięć lat.

## Życie prywatne
Syn Heleny i Jana. Ojciec, Jan Kulig (1940–2020), absolwent technikum ekonomicznego, był Prezesem Gminnej Spółdzielni „Samopomoc Chłopska” w Łapanowie, następnie (w latach 1981–1990) naczelnikiem gminy w Łapanowie, a później przez trzy kadencje (2002–2014) wójtem gminy Łapanów.
Janusz Kulig miał żonę i dwie córki.

## Upamiętnienia
- Ku czci kierowcy powołano do życia Stowarzyszenie Pamięci Janusza Kuliga[9].
- Rok po jego śmierci, w niedzielę 13 lutego 2005 roku o godzinie 18, w Rzezawie odsłonięto tablicę upamiętniającą jego śmierć. Wyryto na nim napis: W miejscu tragicznej śmierci Rajdowego Mistrza Polski Janusza Kuliga – Mieszkańcy Rzezawy w I rocznicę 13 lutego 2005 roku. Na tablicy znajduje się również krótka sentencja Seneki: I krótkie życie jest dostatecznie długie, by przeżyć je szlachetnie.
- Dnia 3 maja 2008 roku odsłonięto kolejny pomnik, który znajduje się na drodze z Rościszowa do Walimia, w miejscu gdzie mieszczą się dwa ciasne nawroty na kostce potocznie zwane „patelniami”. Z inicjatywą upamiętnienia tragicznie zmarłych legend polskich rajdów Janusza Kuliga i Mariana Bublewicza wyszli miejscowi kibice[10].
- W dniu 19 października 2004 Janusz Kulig został mianowany patronem gimnazjum w jego rodzinnym Łapanowie.
- Od 2007 organizowany jest Memoriał Janusza Kuliga i Mariana Bublewicza.
- W październiku 2011 ulicę w Walimiu nazwano nazwiskiem Janusza Kuliga. Jest to droga, która stanowi fragment odcinka specjalnego z Rościszowa do Walimia i jest znany pod potoczną nazwą „patelnie”[10].
- W Gdowie w kwietniu 2019 roku rondo w ciągu ulicy Łapanowskiej otrzymało imię Janusza Kuliga[11][4].